# Sphagnum schwabeanum
Sphagnum schwabeanum är en bladmossart som beskrevs av Paul in Herzog 1939. Sphagnum schwabeanum ingår i släktet vitmossor, och familjen Sphagnaceae. Inga underarter finns listade i Catalogue of Life.